# 龍雲院

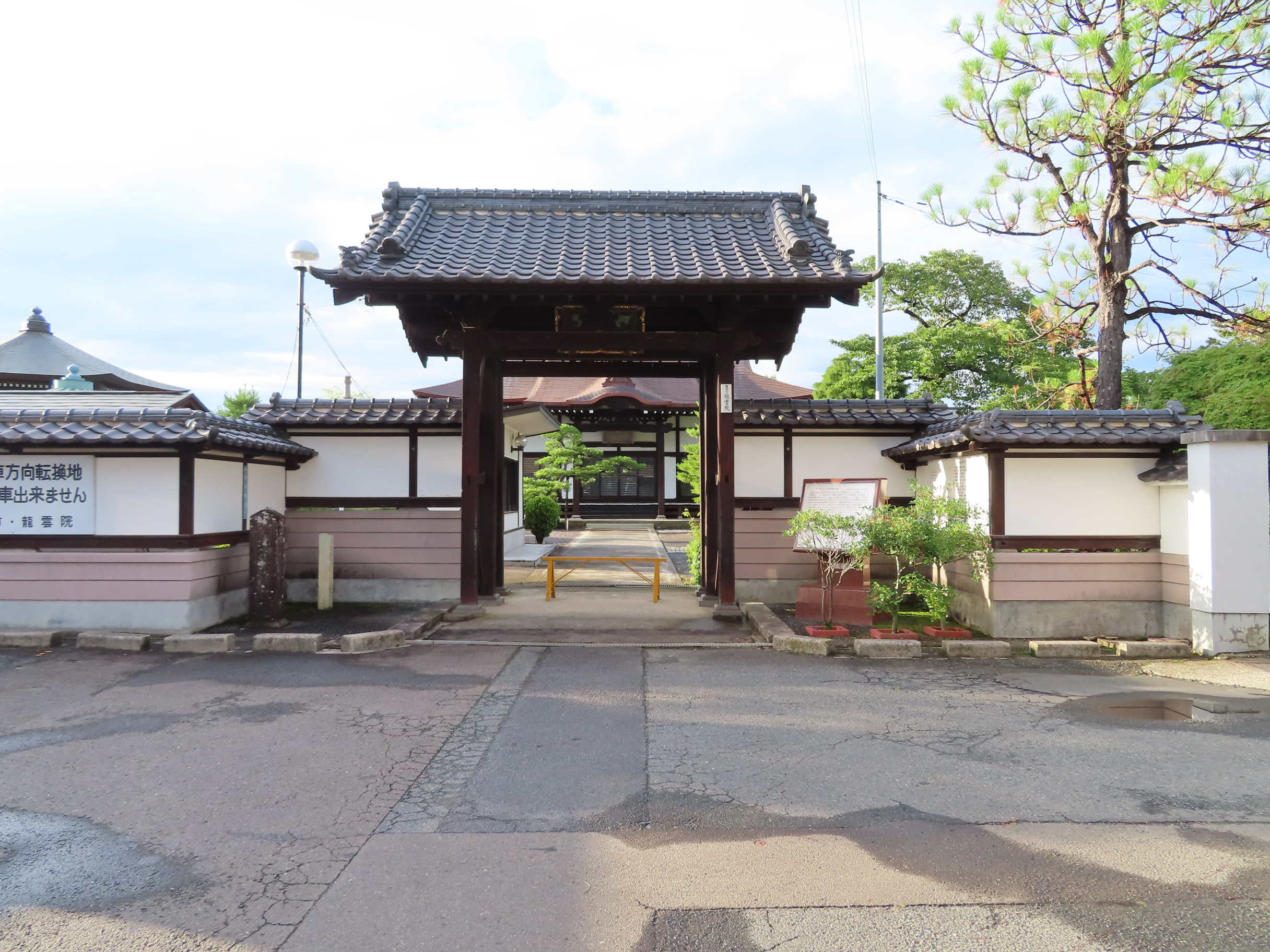
龍雲院（2021年）

竜雲院（りゅううんいん）は、宮城県仙台市青葉区子平町（しへいまち）にある曹洞宗の寺院。寺がある「子平町」の町名は、寺に葬られている仙台藩士、林子平の名に由来する。
戊辰戦争で活躍した衝撃隊隊長、細谷直英（十太夫）は、戦後、林子平を慕い、僧となって竜雲院の住職になった。竜雲院には林子平の墓の他、細谷直英の墓、細谷地蔵などがあり、また、珪化木が境内にある。
座標: 北緯38度16分36.5秒 東経140度51分05.7秒 / 北緯38.276806度 東経140.851583度